# .280 Remington
El .280 Remington, previamente conocido como 7mm Remington Express, es un tipo de munición para rifle que se introdujo en 1957 para los fusiles Remington modelos 740, 760, 721, y 725.
El .280 Remington se desarrolla a partir del casquillo del .30-06 Springfield, al cual se le alarga y ajusta el cuello en .050 (1.27mm), para alojar un proyectil de 7mm o .284",y que pueda ser usado en un mecanismo de cerrojo de longitud estándar.

## Historia
32 años después de la aparición del popular .270 Winchester, Remington lanzó al mercado el .280 Remington, llamándolo al poco tiempo el 7mm Remington Express, en un intento por aumentar las ventas. Pero en 1962 fue introducido el 7 mm Remington Magnum, generando confusiones por la similitud en el nombre. Debido a este problema, Remington cambió el nombre nuevamente a .280 Remington en 1981.
El último rifle de Jack O' Connor, el famoso escritor de armas norteamericano responsable en parte del éxito del .270 Winchester, fue un Ruger M77 recamarado en .280 Remington.

## Performance y uso deportivo
El .280 Remington es un cartucho similar al .270 Winchester y el .30-06 Srpingfield, disparando un calibre intermedio entre ambos, y que muchos consideran el balance perfecto entre ambos calibres. Con un proyectil de 140 granos es capaz de tener una trayectoria más plana a distancias aceptables para fines cinegéticos, que el .30-06 Springfield, y a su vez, un mayor coeficiente balístico y densidad seccional que el .270 Winchester con el popular proyectil de 130 granos, permitiéndole sortear vientos cruzados de manera más eficiente y ofrecer una mayor penetración con balas de similar construcción. A pesar de estas características, el .280 Remington nunca logró alcanzar la popularidad de ninguno de los otros dos.
El .280 Remington es un calibre versátil de caza mayor, capaz de replicar las prestaciones del .30-06 y del .270 Winchester. Actualmente el .280 Ackley Improved, una versión mejorada del .280 Remington, por P.O Ackley, ha resucitado y viene ganando mucha popularidad entre los aficionados a la caza deportiva, debido a una mejora en la velocidad de salida que resulta en una trayectoria más templada obtenida por el efecto de modificar los hombros del casquillo de 35 a 40 grados, acercando la velocidad de salida del .280 AI al 7 mm Remington Magnum sin un incremento sustancial en la carga de pólvora.